# Wiktor Paskow
Wiktor Paskow bułg. Виктор Маринов Пасков (ur. 10 września 1949 w Sofii, zm. 17 kwietnia 2009 w Bernie) – bułgarski pisarz, dramaturg, scenarzysta i muzykolog.

## Życiorys
W 1976 ukończył studia z zakresu kompozycji i śpiewu operowego w konserwatorium lipskim, im. Felixa Mendelssohna. Po studiach przez cztery lata pracował w NRD jako kompozytor, śpiewak jazzowy i krytyk muzyczny. W 1980 powrócił do Bułgarii i rozpoczął pracę w Studiu Filmowym Bojana, jako redaktor i scenarzysta.
Jako powieściopisarz zadebiutował w 1986 zbiorem trzech opowiadań Niedojrzałe zabójstwa (Невръстни убийства), rok później ukazała się Ballada dla George'a Heniga (Балада за Георг Хених). Ta ostatnia powieść ugruntowała jego pozycję jako znanego pisarza i przyniosła mu nagrodę na Targach Książki we francuskim Bordeaux.
W latach 2002–2004 kierował Bułgarskim Ośrodkiem Kulturalnym w Berlinie. W ostatnich latach swojego życia był bułgarskim attaché kulturalnym w Szwajcarii. Zmarł na raka płuc w szpitalu w Bernie.

## Dzieła
- 1986: Невръстни убийства (Niedojrzałe zabójstwa)
- 1987: Балада за Георг Хених (Ballada o lutniku)
- 1991: Ций Кук
- 1992: Германия - мръсна приказка (Niemcy - haniebna historia)
- 2001: Алилуя (Alleluja)
- 2005: Аутопсия на една любов (Autopsja pewnej miłości)

## Scenariusze filmowe
- „Ти, който си на небето“
- „Индиански игри“
- „Пльонтек“
- „Духове“